# Billboard Music Award for Top Hot 100 Artist
Der Billboard Music Award for Top Hot 100 Artist wird jährlich im Rahmen der Billboard Music Awards an Künstler verliehen, die in den Billboard Hot 100 erfolgreich waren. Er wurde erstmals 1992 verliehen. Bisher gelang es lediglich den Künstlern Destiny’s Child, Usher, Drake und The Weeknd den Award zweimal zu gewinnen.

## Gewinner und Nominierte
Die Gewinner stehen voran und in Fettschrift.

### 1990er
| Jahr            | Künstler       | Ref            |
| --------------- | -------------- | -------------- |
| 1992            |                |                |
| Boyz II Men     | [ 1 ]          |                |
| 1993            | [ 1 ]          |                |
| Whitney Houston | [ 2 ]          |                |
| 1994–1995       | nicht vergeben | nicht vergeben |
| 1996            |                |                |
| Mariah Carey    | [ 3 ]          |                |
| Celine Dion     | [ 3 ]          |                |
| LL Cool J       | [ 3 ]          |                |
| Los del Río     | [ 3 ]          |                |
| 1997            | [ 3 ]          |                |
| Elton John      | [ 4 ]          |                |
| Toni Braxton    | [ 4 ]          |                |
| Jewel           | [ 4 ]          |                |
| Spice Girls     | [ 4 ]          |                |
| 1998            | [ 4 ]          |                |
| Usher           | [ 5 ]          |                |
| Next            | [ 5 ]          |                |
| Savage Garden   | [ 5 ]          |                |
| Shania Twain    | [ 5 ]          |                |
| 1999            | nicht vergeben | nicht vergeben |

### 2000er
| Jahr               | Künstler       | Ref            |
| ------------------ | -------------- | -------------- |
| 2000               |                |                |
| Destiny’s Child    | [ 6 ]          |                |
| Christina Aguilera | [ 6 ]          |                |
| Faith Hill         | [ 6 ]          |                |
| Santana            | [ 6 ]          |                |
| 2001               | [ 6 ]          |                |
| Destiny’s Child    | [ 7 ]          |                |
| Janet Jackson      | [ 7 ]          |                |
| Jennifer Lopez     | [ 7 ]          |                |
| Matchbox Twenty    | [ 7 ]          |                |
| 2002               | [ 7 ]          |                |
| Ashanti            | [ 8 ]          |                |
| Nelly              | [ 8 ]          |                |
| Nickelback         | [ 8 ]          |                |
| Usher              | [ 8 ]          |                |
| 2003               | nicht vergeben | nicht vergeben |
| 2004               |                |                |
| Usher              | [ 9 ]          |                |
| Alicia Keys        | [ 9 ]          |                |
| Maroon 5           | [ 9 ]          |                |
| Outkast            | [ 9 ]          |                |
| 2005               | [ 9 ]          |                |
| 50 Cent            | [ 10 ]         |                |
| Mariah Carey       | [ 10 ]         |                |
| Kelly Clarkson     | [ 10 ]         |                |
| Green Day          | [ 10 ]         |                |
| 2006–2009          | nicht vergeben | nicht vergeben |

### 2010er
| Year              | Artist         | Ref            |
| ----------------- | -------------- | -------------- |
| 2010              | nicht vergeben | nicht vergeben |
| 2011              |                |                |
| Katy Perry        | [ 11 ]         |                |
| Kesha             | [ 11 ]         |                |
| Bruno Mars        | [ 11 ]         |                |
| Rihanna           | [ 11 ]         |                |
| Usher             | [ 11 ]         |                |
| 2012              | [ 11 ]         |                |
| Adele             | [ 12 ]         |                |
| LMFAO             | [ 12 ]         |                |
| Bruno Mars        | [ 12 ]         |                |
| Katy Perry        | [ 12 ]         |                |
| Rihanna           | [ 12 ]         |                |
| 2013              | [ 12 ]         |                |
| Maroon 5          | [ 13 ]         |                |
| Flo Rida          | [ 13 ]         |                |
| Fun               | [ 13 ]         |                |
| Rihanna           | [ 13 ]         |                |
| Taylor Swift      | [ 13 ]         |                |
| 2014              | [ 13 ]         |                |
| Imagine Dragons   | [ 14 ]         |                |
| Miley Cyrus       | [ 14 ]         |                |
| Lorde             | [ 14 ]         |                |
| Katy Perry        | [ 14 ]         |                |
| Justin Timberlake | [ 14 ]         |                |
| 2015              | [ 14 ]         |                |
| Taylor Swift      | [ 15 ]         |                |
| Iggy Azalea       | [ 15 ]         |                |
| Ariana Grande     | [ 15 ]         |                |
| Sam Smith         | [ 15 ]         |                |
| Meghan Trainor    | [ 15 ]         |                |
| 2016              | [ 15 ]         |                |
| The Weeknd        | [ 16 ]         |                |
| Justin Bieber     | [ 16 ]         |                |
| Drake             | [ 16 ]         |                |
| Fetty Wap         | [ 16 ]         |                |
| Taylor Swift      | [ 16 ]         |                |
| 2017              | [ 16 ]         |                |
| Drake             | [ 17 ]         |                |
| The Chainsmokers  | [ 17 ]         |                |
| Rihanna           | [ 17 ]         |                |
| Twenty One Pilots | [ 17 ]         |                |
| The Weeknd        | [ 17 ]         |                |
| 2018              | [ 17 ]         |                |
| Ed Sheeran        | [ 18 ]         |                |
| Imagine Dragons   | [ 18 ]         |                |
| Kendrick Lamar    | [ 18 ]         |                |
| Bruno Mars        | [ 18 ]         |                |
| Post Malone       | [ 18 ]         |                |
| 2019              | [ 18 ]         |                |
| Drake             | [ 19 ]         |                |
| Ariana Grande     | [ 19 ]         |                |
| Cardi B           | [ 19 ]         |                |
| Juice Wrld        | [ 19 ]         |                |
| Post Malone       | [ 19 ]         |                |

### 2020er
| Jahr           | Künstler | Ref |
| -------------- | -------- | --- |
| 2020           |          |     |
| Post Malone    | [ 20 ]   |     |
| DaBaby         | [ 20 ]   |     |
| Billie Eilish  | [ 20 ]   |     |
| Khalid         | [ 20 ]   |     |
| Lil Nas X      | [ 20 ]   |     |
| 2021           |          |     |
| The Weeknd     | [ 21 ]   |     |
| DaBaby         | [ 21 ]   |     |
| Drake          | [ 21 ]   |     |
| Dua Lipa       | [ 21 ]   |     |
| Pop Smoke      | [ 21 ]   |     |
| 2022           |          |     |
| Olivia Rodrigo |          |     |
| Justin Bieber  |          |     |
| Doja Cat       |          |     |
| Drake          |          |     |
| The Weeknd     |          |     |

## Mehrfach-Gewinner und -Nominierte

### Mehrfach-Gewinner
2 Siege
- Destiny’s Child
- Usher
- Drake
- The Weeknd

### Nominierungen
4 Nominierungen
- Rihanna
- Usher
- Drake
- The Weeknd

3 Nominierungen
- Katy Perry
- Taylor Swift
- Bruno Mars

2 Nominierungen
- Mariah Carey
- Destiny’s Child
- Imagine Dragons
- Maroon 5
- Ariana Grande
- DaBaby